# Pachybrachis arizonensis
Pachybrachis arizonensis är en skalbaggsart som beskrevs av Bowditch 1909. Pachybrachis arizonensis ingår i släktet Pachybrachis och familjen bladbaggar. Inga underarter finns listade i Catalogue of Life.